# Ukraïnski (Dinskaia)
|  | Per a altres significats, vegeu «Ukraïnski». |

Ukraïnski - Украинский (rus) és un possiólok del krai de Krasnodar, a Rússia. És a la plana de Kuban-Priazov, a la vora esquerra del riu Kotxeti Vtóraia, tributari del Kotxeti, afluent del Kirpili. És a 10 km al nord-oest de Dinskaia i a 36 km al nord-est de Krasnodar. Pertany a l'stanitsa de Dinskaia.